# Xã Rollis, Quận Marshall, Minnesota
Xã Rollis (tiếng Anh: Rollis Township) là một xã thuộc quận Marshall, tiểu bang Minnesota, Hoa Kỳ. Năm 2010, dân số của xã này là 115 người.